# Fabian Holthaus
Fabian Holthaus (* 17. Januar 1995 in Hamm) ist ein deutscher Fußballspieler.

## Karriere

### Vereine
Über SVF Herringen und der Hammer SpVg gelangte Holthaus 2010 in das Nachwuchszentrum des VfL Bochum und rückte drei Spielzeiten später in die zweite Mannschaft auf, für die er in der Regionalliga West zum Einsatz kam.
Nachdem Holthaus sämtliche Nachwuchsmannschaften des VfL Bochum durchlaufen hatte, bestritt er am 19. Mai 2013 (34. Spieltag) sein Profidebüt in der 2. Bundesliga, als er bei der 1:2-Heimniederlage gegen den 1. FC Union Berlin in der 75. Minute für Aleksandre Iaschwili eingewechselt wurde. Am 10. Juni 2015 unterschrieb er einen Dreijahresvertrag bei Fortuna Düsseldorf. Um Spielerfahrung zu sammeln, wurde er am 25. Januar 2016 für den Rest der Saison an Dynamo Dresden ausgeliehen. In 11 Partien konnte er sich in dort beweisen.
Zur Saison 2016/17 wechselte er zu Hansa Rostock in die 3. Liga und absolvierte dort zunächst die ersten sechs Ligaspiele und das DFB-Pokalspiel gegen seinen ehemaligen Arbeitgeber Fortuna Düsseldorf (0:3). Weitere Spielpraxis 2016 erhielt er bei Hansa Rostock II in der Oberliga. Ab dem 21. Spieltag dieser Saison wurde Holthaus vom Trainer Christian Brand regelmäßig im Drittliga-Spielbetrieb eingesetzt. Am Ende brachte er es auf 23 Einsätze und einen Torerfolg. Zudem wurde er vier Mal im Landespokal eingesetzt, den er letztlich auch gewann. Im Finale wurde der MSV Pampow mit 3:1 bezwungen. Unter dem neuen Hansa-Trainer Pavel Dotchev wurde Holthaus zum Leistungsträger und Stammspieler. Er wurde in 37 von möglichen 38 Drittligaspielen 2017/18 eingesetzt. Hinzu kam das DFB-Pokalspiel in der 1. Hauptrunde gegen den Bundesligisten Hertha BSC (0:2) und drei Einsätze im Landespokal. Diesen gewann er zum zweiten Mal. Mit einem Titelgewinn im letzten Spiel und Platz 6 in der Liga verabschiedete sich Holthaus aus Rostock.
Im Oktober 2018 unterschrieb Holthaus nach längerer Teilnahme am Mannschaftstraining einen zunächst bis zum Ende der Drittligasaison 2018/19 gültigen Vertrag bei Energie Cottbus. Nach dem Abstieg von Cottbus wechselte Holthaus zum Drittligaaufsteiger FC Viktoria Köln. Zur Saison 2021/22 wechselte er in die Regionalliga West zu Rot-Weiß Oberhausen. Nach drei Jahren wechselte er in die Oberliga Westfalen zu Rot Weiss Ahlen.

### Nationalmannschaft
Am 25. Mai 2014 erzielte Holthaus sein erstes Länderspieltor, als er in Vigo mit der U19-Nationalmannschaft gegen die Auswahl Litauens mit 2:0 gewann. Es war sein zehntes Länderspiel für diese Auswahlmannschaft; zuvor agierte er sowohl in der U17-, als auch in der U18-Nationalmannschaft des DFB.

## Erfolge
- 2014: U19-Europameister
- 2016: Aufstieg in die 2. Fußball-Bundesliga mit Dynamo Dresden als Meister der 3. Liga
- Landespokalsieger Mecklenburg-Vorpommern: 2017, 2018 (mit Hansa Rostock)
- Landespokalsieger Brandenburg: 2019 (mit Energie Cottbus)